# エジプト第24王朝
エジプト第24王朝（エジプトだい24おうちょう、紀元前727年頃 - 紀元前715年頃）は、第3中間期の古代エジプト王朝。下エジプトのサイスを拠点に、リビュア人部族の首長テフナクト1世によって築かれた。

## 歴史
マネトの記録では第24王朝の王はボッコリスと呼ばれる王ただ一人であった。ボッコリス王の名前はディオドロスの『歴史叢書』や、プルタルコスの『イシスとオシリス』などにも記載されており、ギリシア神話ではヘラクレスと論争を行ったとされる。それらによればボッコリスの父はトネファクトゥス、またはテクナティスであるという。この人名は同時代史料に登場するテフナクト1世に対応すると言う見解が一般的であり、ボッコリス王に対応する人名はバクエンレネフであると考えられている。
このテフナクト1世がどのような経歴の人物だったのかを知る手がかりは少ないが、第25王朝が残した『勝利の碑文』やテフナクト1世自身が残した碑文では彼は「西方の首長」、「リビア人の首長」「メシュウェシュの首長」などという称号とともに言及されており、リビア系の人物であったことが確認できる。また、王位を宣言する以前のテフナクト1世が残した記録には、「ネイトの預言者」、「エジョの預言者」など宗教的な色彩を帯びた称号を用いたものも発見されている。
当時、第22王朝の支配力は弱体化し、少なくともレオントポリス（エジプト語：タレム）に拠点を置く第23王朝、及びヘラクレオポリス（エジプト語：ネンネス）、ヘルモポリス（古代エジプト語：ウヌー）にそれぞれ拠点を置く王朝が割拠しており、テフナクト1世もこの時流に乗って自らの王朝を打ち立てた。その後少なくともメンフィス周辺地域まで支配を拡大したと言われている。

### ヌビア人との戦い
こうしたエジプトの分裂と混乱は外部勢力の侵入を招くことになる。エジプトの南のヌビアでは、新王国時代のエジプトによる支配を通じてエジプト文化が定着し、ファラオの称号を用いカルトゥーシュの中に王名を記す王達が強固な王国を築いていた。そしてアメン神を中心とした宗教体系も導入されており、エジプトの混乱を目にしたヌビア王（エジプト第25王朝）のピアンキは、「旧宗主国の秩序とアメン神の権威を立て直す」として、エジプト遠征を行ったのである。
テフナクト1世は第22王朝（タニス）のオソルコン4世、第23王朝のイウプト2世、ヘラクレオポリスのペフチャウアバステト、そしてヘルモポリスのニムロトらと同盟を結び、ヌビア人の侵攻に対応した。しかし、ヘラクレオポリス王ペフチャウアバステトは早い段階でヌビア側についた。これに対してテフナクト1世はヘラクレオポリスを包囲したが、ヌビア軍の来援により撃退されて自領へと引いた。その後ヘルモポリスもヌビア軍に包囲されて陥落し、更にメンフィスまでヌビア軍が迫った。テフナクト1世はこのメンフィスでの戦いにも敗れて沼沢地へと逃げ込み、他の4人の王は全てピアンキの軍門に下り、その庇護下において地位を認められるという状態になった。このためテフナクト1世もピアンキ王に降伏の意思を伝えて忠誠を誓った。こうして全エジプトはヌビア人の支配下に入ることになった。このためこのヌビア人の王朝を第25王朝と呼ぶ。
ピアンキは勝ち誇ってヌビアの首都であるナパタへと引き上げた。しかしテフナクト1世はヌビア軍が引き上げると反乱を起こして下エジプトのほとんどを再び支配下に置くことに成功した。
その後息子のバクエンレネフが跡を継いだ。バクエンレネフについての記録は乏しく具体的なことはほとんど何もわかっていない。彼の名前を伝える同時代史料は、驚いたことにエジプトからではなく、イタリア半島のエトルリア人の墓から発見されたエジプト製の壷から確認されている。
マネトによればバクエンレネフ（ボッコリス）は、第25王朝のシャバカ（サバコン）に殺されたとあり、第24王朝は再び遠征してきたヌビア軍（第25王朝）によって滅ぼされたと考えられる。

## 歴代王
第24王朝の王はマネトの記録ではボッコリス（バクエンレネフ）1人だけである。しかし、同時代の記録などから、一般的にはテフナクト1世、バクエンレネフの2名が第24王朝の王とされている。以下の一覧では「即位名（上下エジプト王名）・誕生名（ラーの子名）」の順番で2人の王名を記す。在位年代は参考文献『ファラオ歴代誌』の記述によるが、年代決定法その他の問題から異説が多いことに注意されたい。
- シェプセスラー・テフナクト1世（前727年 - 前720年）
- ウアフカラー・バクエンレネフ（前720年 - 前715年）

## 注
1. ↑  紀元前3世紀のエジプトの歴史家。彼はエジプト人であったが、ギリシア系王朝プトレマイオス朝に仕えたためギリシア語で著作を行った。
2. ↑  現テル・モクダムと呼ばれる土地がこの都市の跡であると考えられている。
3. ↑  ヘラクレオポリスという名は、この都市で祭られていた地方神ヘリシェフをギリシア人がハルサフェスと呼び、名前の類似等からヘラクレスと同一視したことによって付けられたギリシア語名である。